# Store Strandstræde
Store Strandstræde er en gade i Indre By i København, hvor den går fra hjørnet af Kongens Nytorv og Nyhavn til Sankt Annæ Plads.
Nordisk Råd har til huse i nr. 18 med et kunstgalleri med nordisk kunst og kunstnere i stueetagen. I nr. 18 boede tidligere Christian Waagepetersen. På hjørnet mellem Store Strandstræde og Lille Strandstræde er der en lille græsdækket plads med statuen En neapolitansk fisker lærer sin søn at spille fløjte. Den blev udført af Otto Evens og er fra 1859.

## Historie
Store Strandstræde er den sidste rest af en smal vej langs kysten, der forbandt den middelalderlige Østerport med Sankt Annæ Bro, hvor toldboden blev bygget i 1628.
Jonas Collin boede i nr. 3 fra 1802 til 1838. Han var en prominent borger og en ledende støtte af kunsten under den danske guldalder så vel som en nær ven og loyal støtte af H.C. Andersen. På den tid var der et gammelt og noget medtaget hus på stedet, der i midten af 1700-tallet havde huset den daværende spanske ambassadør i Danmark, Bernardino de Rebolledo. Jonas Collin valgte angiveligt at flytte, da det regnede gennem loftet og ned på bordet, mens Bertel Thorvaldsen var til stede. I 1839 flyttede Collin til Amaliegade og solgte senere ejendommen i Store Strandstræde til konditoren Christian Frederik Bredo Grandjean, der allerede drev et konditori fra en pavillon i gården bag hovedbygningen. 
Grandjean opførte det nuværende hus i 1853-1854 med hjælp fra arkitekten Christian Tyberg i en stil, der er typisk for mange af de senere empire-bygninger i Indre By. Den primære facade vender mod Store Strandstræde, mens en lang mur adskiller en gård fra Bredgade. Grandjean flyttede selv ind i huset og drev en restaurant og et konditori i de nedre etager. Det blev frekventeret af flere skuespillere og kunstnere, heriblandt H.C. Andersen der var en privat ven af Grandjean.